# Matka Whistlera
Aranżacja szarości i czerni nr 1: matka artysty (ang. Arrangement in Grey and Black No. 1: The Artist's Mother) znany pod potocznym tytułem jako Matka Whistlera (Whistler’s Mother) to obraz olejny amerykańskiego malarza Jamesa McNeilla Whistlera namalowany w 1871, znajdujący się w zbiorach Musée d’Orsay. Jest to najbardziej znany obraz artysty i jeden z najsłynniejszych amerykańskich obrazów znajdujących się poza granicami Stanów Zjednoczonych.

## Historia i opis

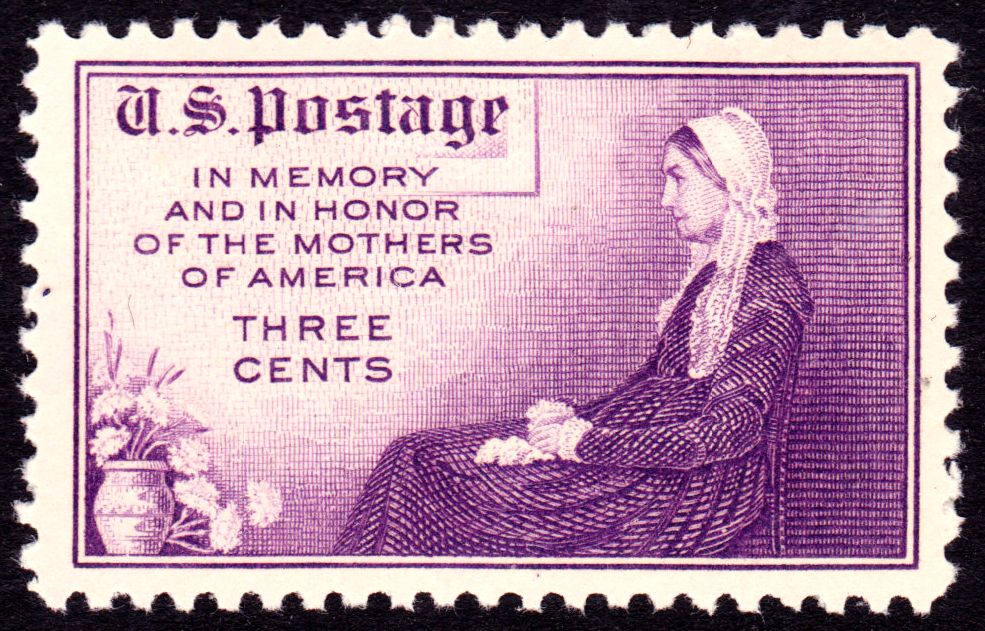
Znaczek pocztowy Whistler's Mother wydany w 1934 przez US Post Office.

W rzeczywistości portret ten powstał przez przypadek: pierwszą modelką Whistlera była 15-letnia Maggie Graham, córka członka parlamentu. Po wielu sesjach obraz pozostawał niekompletny, ponieważ Whistler niszczył swoje dzieło i malował od początku. Maggie, znużona pozowaniem, pewnego dnia się nie pojawiła. Nie mając modelki, Whistler poprosił matkę, by mu pozowała.
Portret przedstawia matkę artysty, Annę McNeill Whistler. Kiedy po raz pierwszy wystawiono go, został niemal odrzucony, ale później stał się lubianym w Ameryce portretem. Był niedoceniany przez wiele lat. Zaoferowany swego czasu w Nowym Jorku za 1200 dolarów nie znalazł nabywcy. Kiedy wystawiono go w Londynie, został zlekceważony przez prasę. Whistler nazwał swoje dzieło Aranżacja szarości i czerni, ponieważ nie chciał, żeby odbiorcy myśleli akurat o jego matce, ale pragnął, aby jego matka reprezentowała wszystkie starzejące się matki. Przez wiele lat trzymał dzieło w domu, ale ostatecznie zaoferował je w 1891 rządowi francuskiemu za sumę 120 funtów.
W 1934 Poczta amerykańska uhonorowała obraz wydając go na znaczku pocztowym z okazji Dnia Matki.
W 2006 obraz został wypożyczony z Musée d’Orsay i wystawiony w Museum of Fine Arts w Bostonie; jego wartość wyceniono na ok. 30 milionów dolarów.
Obraz, choćby ze względu na podwójną nazwę, jest przypomnieniem stylizacji, do której Whistler wkrótce dołączył realistyczną estetykę wczesnego okresu swej działalności. Psychologiczna przenikliwość portretu jest ukazana wyraziście przez celowo zredukowaną kompozycję. Dzieło w swej linearnej surowości i chromatycznym rygorze zdominowanym przez neutralne tonacje było kontynuacją eksperymentów Whistlera z grafiką, do czego nawiązuje umieszczona na ścianie, w tle portretu, rycina Widok Tamizy.

## Znaczenie obrazu
Martha Tedeschi, kurator wydziału druków i rysunków Art Institute of Chicago tak scharakteryzowała znaczenie obrazu:

Matka Whistlera, American Gothic Wooda, Mona Liza Leonarda da Vinci i Krzyk Edvarda Muncha osiągnęły coś, czego nie udało się większości obrazów  – bez względu na ich historyczne znaczenie, piękno czy wartość finansową; prawie każdemu widzowi obrazy te mają do przekazania, niemal natychmiast, specyficzną treść. Tym kilku obrazom z powodzeniem udało się dokonać przejścia od elitarnej sali muzeum do trwałego miejsca w kulturze masowej.

## Inspiracje

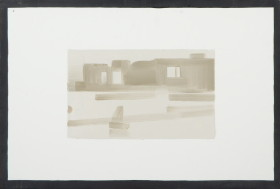
Rafał Bujnowski, Obraz matki Whistlera, Zachęta Narodowa Galeria Sztuki

Polski malarz Rafał Bujnowski namalował cykl 50 prac Obraz matki Whistlera, które stanowią kopie obrazu wiszącego w tle oryginalnego obrazu Whistlera.

## Obraz w filmie
W 1997 obraz Matka Whistlera „wystąpił” w filmie Jaś Fasola: Nadciąga totalny kataklizm. Jaś Fasola (kreowany przez Rowana Atkinsona), ekscentryczny strażnik pracujący w pewnej londyńskiej galerii, ma być właśnie zwolniony z pracy, ponieważ zaniedbuje swe obowiązki, a w czasie pracy śpi. Jednak dyrekcja w ostatniej chwili zmienia decyzję i wysyła go do Los Angeles, gdzie kustosz jednego z miejscowych muzeów zwrócił się z prośbą do londyńskiej galerii o przysłanie eksperta na ceremonię odsłonięcia pewnego obrazu, ostatniego nabytku galerii. Obrazem, przekazanym w darze przez pewnego wojskowego, okazuje się być Matka Whistlera. Przybycie ekscentrycznego, niemającego pojęcia o malarstwie, rzeczoznawcy do Los Angeles wyzwala jednak chaos i zamieszanie, a w dodatku jego zachowanie zagraża samemu obrazowi.